# Guerra entre Etiopía y Eritrea
La Guerra entre Etiopía y Eritrea se inició en mayo de 1998 y duró poco más de dos años, hasta junio de 2000. Desde 1962, es decir el momento en que los ingleses abandonaron la región, Eritrea había luchado por independizarse de Etiopía hasta que en 1993 se celebró un referéndum que condujo a una separación de esta última nación. No obstante, el acuerdo de ambas partes no fijaba en varios puntos la demarcación definitiva de la frontera compartida.

## Antecedentes y declaración de guerra
La independencia de Eritrea en 1993 se produjo en muy buenos términos con el nuevo gobierno de Etiopía. No obstante, pocos años después estos ex aliados comenzaron a tener serias discrepancias sobre las fronteras, hasta el punto que el 6 de mayo de 1998 las tropas eritreanas ocuparon y anexionaron la región de Badme. Esto dio lugar a pequeños enfrentamientos que sirvieron para que Eritrea acusara a Etiopía del asesinato de varios funcionarios de aquella e invadiera con un gran número de fuerzas a su vecino. Etiopía declaró la guerra y movilizó su ejército con el fin de contraatacar.

## Los enfrentamientos
El conflicto se generalizó, siendo usadas unidades mecanizadas por ambas partes. Sobre Asmara, la capital de Eritrea, las fuerzas aéreas etíopes descargaron sus bombas y, como respuesta, los eritreos bombardearon a su vez las ciudades de Adigrat y Mekele. La primera oleada del conflicto duró unas cuatro semanas, realizando ambos bandos fortificaciones a lo largo de la frontera. Los ataques aéreos cesaron en junio de 1998 y el frente se estabilizó. Esta situación de relativa calma se mantuvo durante todo el verano de 1998, pero al llegar octubre se reanudaron con fuerza los combates. En febrero de 1999, Etiopía lanzó una ofensiva que le permitió recuperar la ciudad de Badme, la cual había sido tomada desde el inicio por los eritreos.
El gobierno etíope decidió la expulsión hacia Eritrea de 77 000 civiles eritreos y etíopes de origen eritreo, creándose un grave problema de refugiados. Las economías de ambos países, hasta entonces muy enlazadas, se resintieron por el conflicto, especialmente en el comercio de alimentos; además de las consecuencias acarreadas por el hecho de que los dos estados eran singularmente pobres, la guerra llevó a ambos a endeudarse para la compra de material bélico, lo cual terminaría por generar a muy corto plazo graves problemas. Por otro lado, puesto que los pueblos de Etiopía y de Eritrea están íntimamente ligados en términos históricos, culturales y hasta conyugales, debido a la guerra muchas familias se han visto físicamente divididas.
Ambas partes trataron de favorecer los movimientos de resistencia internos del otro país. Los eritreos apoyaron en Etiopía al Frente de liberación de Oromo, y los etíopes a la guerrilla islámica proveniente de Sudán contra Eritrea.
En mayo de 2000, Etiopía lanzó una ofensiva que rompió las líneas de defensa eritreas entre Shambuko y Mendefera, ocupando un cuarto del territorio enemigo, destruyendo buena parte de las infraestructuras y causando el desplazamiento de 650.000 personas hacia el interior. La situación provocó la petición del alto el fuego por Eritrea.

## Acuerdos de paz de 2000
El 12 de diciembre de 2000, los contendientes convinieron un acuerdo de paz y un arbitraje obligatorio de sus conflictos según los términos del acuerdo previo de Argel. Se fijó una zona temporal de seguridad de 25 kilómetros, desmilitarizada, dentro de Eritrea, ocupada por cascos azules de Naciones Unidas. Se estima que entre 53 000 y 300 000 personas murieron en la guerra.
El arbitraje vinculante estableció que la ciudad de Badme era de Eritrea, con una inicial reticencia por parte etíope que finalmente aceptó de jure, aunque aún se niega a aplicarlo efectivamente. En febrero de 2005 las fuerzas mecanizadas etíopes se posicionaron muy cerca de la frontera y el nivel de acusaciones mutuas entre ambas partes aumentó.
A pesar de existir un área desmilitarizada en la frontera entre ambos países estos mantienen gran cantidad de soldados en sus cercanías, 100 000 etíopes y 120 000 eritreos hacia 2007.
El 5 de junio de 2018, la coalición gobernante de Etiopía , encabezada por el primer ministro Abiy Ahmed , acordó implementar plenamente el tratado de paz firmado con Eritrea en 2000,  y la paz fue declarada por ambas partes en julio de 2018, veinte años después del enfrentamiento inicial.